# Сепаратистська партія Альберти
Сепаратистська партія Альберти (англ. Separation Party of Alberta) — політична партія провінції Альберта, яка виступає за відділення цієї провінції від решти Канади. Її лідер — Брюс Гаттон (англ. Bruce Hutton).
Патрія стала наступницею вже недіючої англ. Alberta First Party у червні 2004. На виборах до провінційного парламенту (Законодавчої асамблеї Альберти), що відбулися 22 листопада 2004, партія виставила 12 кандидатів. За них проголосувало 4,680 осіб, менш ніж 0.5 % виборців.
На провінційних виборах 3 березня 2008 партія виставила лише одного кандидата, свого лідера Брюса Гаттона (англ. Bruce Hutton), у виборчому окрузі англ. Rocky Mountain House. Гаттон зайняв останнє місце з 7 кандидатів, набравши лише 1.21 % голосів.